# كيث جي
كيث جي (بالإنجليزية: Keith Gee)‏ هو لاعب دوري الرغبي أسترالي، ولد في 1963.